# New York International Independent Film and Video Festival
O New York International Independent Film and Video Festival é o maior festival independente de cinema e vídeo do mundo. Foi criado em 1993 e realiza-se anualmente nas cidades de New York e Los Angeles. O festival atrai todo o tipo de produções e de todo o Mundo.
A curta-metragem Portuguesa Fatal foi seleccionada para o Festival de 2006. O filme foi realizado por Pedro Sousa e conta com os actores Helena Laureano, Filipe Duarte, João Cabral e Luís Esparteiro.